# Lukas Hinterseer
Lukas Hinterseer (Kitzbühel, 28 de março de 1991) é um futebolista profissional austríaco que atua como atacante. Atualmente, defende o Ulsan Hyundai FC, da Coréia do Sul.

## Carreira
Lukas Hinterseer fez parte do elenco da Seleção Austríaca de Futebol da Eurocopa de 2016.